# Kleingartach
Kleingartach ist eine ehemalige Stadt im Landkreis Heilbronn in Baden-Württemberg, die seit dem 1. Dezember 1971 zu Eppingen gehört. Kleingartach ist bekannt als Weinbauort im Weinbaugebiet Württemberg, dessen Lagen zur Großlage Heuchelberg im Bereich Württembergisch Unterland gehören.

## Geschichte

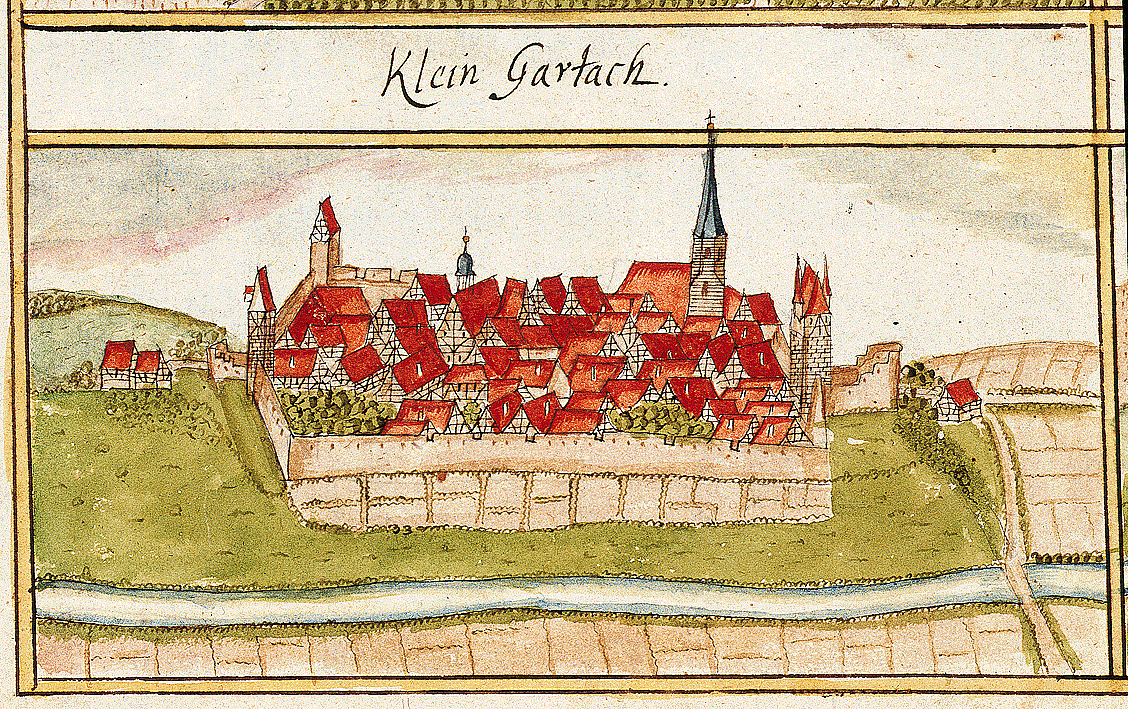
Kleingartach im Kieserschen Forstlagerbuch, um 1684

Gartach wurde erstmals 788 in einer Schenkung an das Kloster Lorsch erwähnt. In der Nähe des Ortes entspringt die Lein, die einst Gartach hieß und dem Ort wie auch dem Gartachgau den Namen gab. Den Namenszusatz Klein- erhielt Gartach erst im 17. Jahrhundert zur Unterscheidung von Großgartach. Güter im Ort hatten das Kloster Hirsau, das Stift Wimpfen und auch der Deutsche Orden. Nördlich oberhalb des Ortes befand sich einst die 1442 zerstörte Leinburg, wo auch örtlicher Adel ansässig war. 1209 wurde das Marktrecht für einen Jahrmarkt verliehen, 1332 das Stadtrecht. Der Ort war einst von Mauern umgeben und von mehreren Türmen bewehrt.
Im 14. Jahrhundert gehörte Gartach zunächst zu Baden, wurde jedoch 1380 an Württemberg verpfändet, von wo aus es als Pfandschaft an die Herren von Gemmingen kam. In Württemberg gehörte der Ort zum Oberamt Brackenheim und ab 1938 zum Landkreis Heilbronn. 1939 wurden 808 Einwohner gezählt, Ende 1945 waren es 869.
1960 wurde die Kinderheimat Kleingartach gegründet, die heute als Diakonische Jugendhilfe Region Heilbronn gGmbH (DJHN gGmbH), die größte Jugendhilfeeinrichtung im Landkreis Heilbronn ist.
Am 1. Dezember 1971 wurde die Stadt nach Eppingen eingemeindet. Heute leben etwa 1850 Einwohner in Kleingartach. Der Ort ist bis in die Gegenwart stark vom Weinbau geprägt und von rund 90 Hektar Rebfläche umgeben.

## Wappen
Beschreibung: Das Wappen von Kleingartach zeigt auf rotem Schild einen silbernen Turm auf grünem Hügel, flankiert von zwei grünen Bäumen, der von einem kleinen württembergischen Wappen (drei Hirschstangen) bekrönt wird. Das älteste bekannte Siegel des Ortes von 1514 zeigt bereits den Turm, der vermutlich den Turm der früheren Leinburg darstellt. In seiner heutigen Form wird das Wappen seit 1626 verwendet.

## Sehenswürdigkeiten

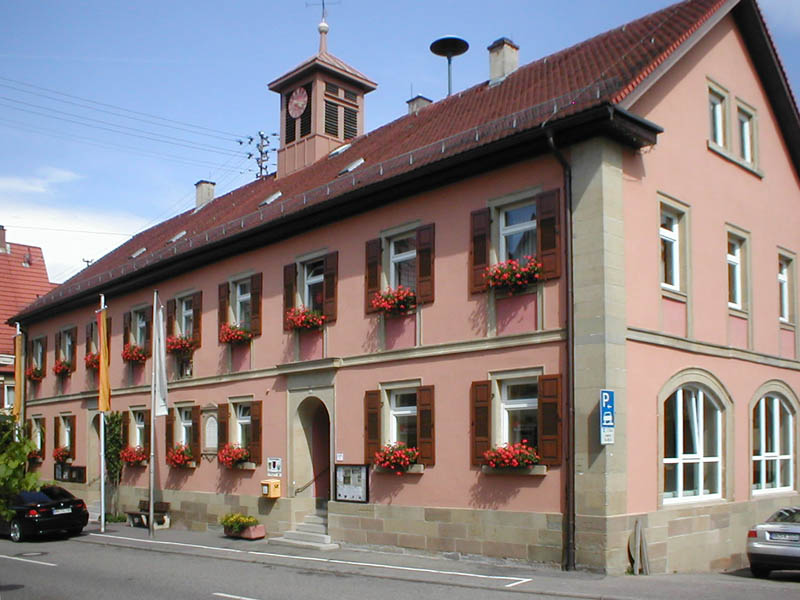
Rathaus, um 1850 erbaut

- Die evangelische Martinskirche wurde 1109 erstmals erwähnt. Das spätgotische Kirchenschiff von 1468 ist mit zahlreichen Fresken ausgemalt, der Kirchturm wurde 1929 erneuert.
- Die Alte Kelter des Ortes stammt vermutlich aus dem späten 15. Jahrhundert. An den kürzlich renovierten Kelterplatz grenzen außerdem ein Backhaus aus dem 19. Jahrhundert sowie eine historische Fachwerkscheune an.
- Grenzsteinpfad

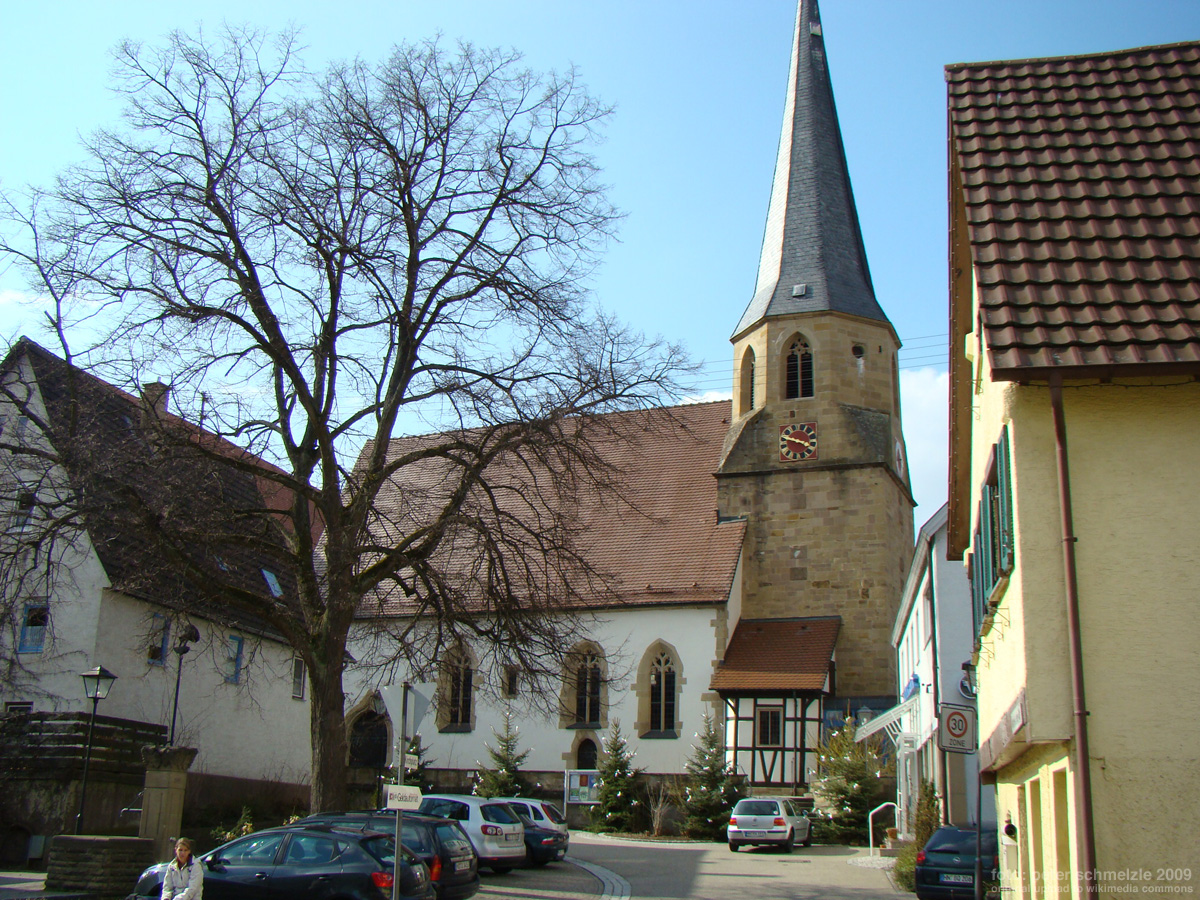
Martinskirche
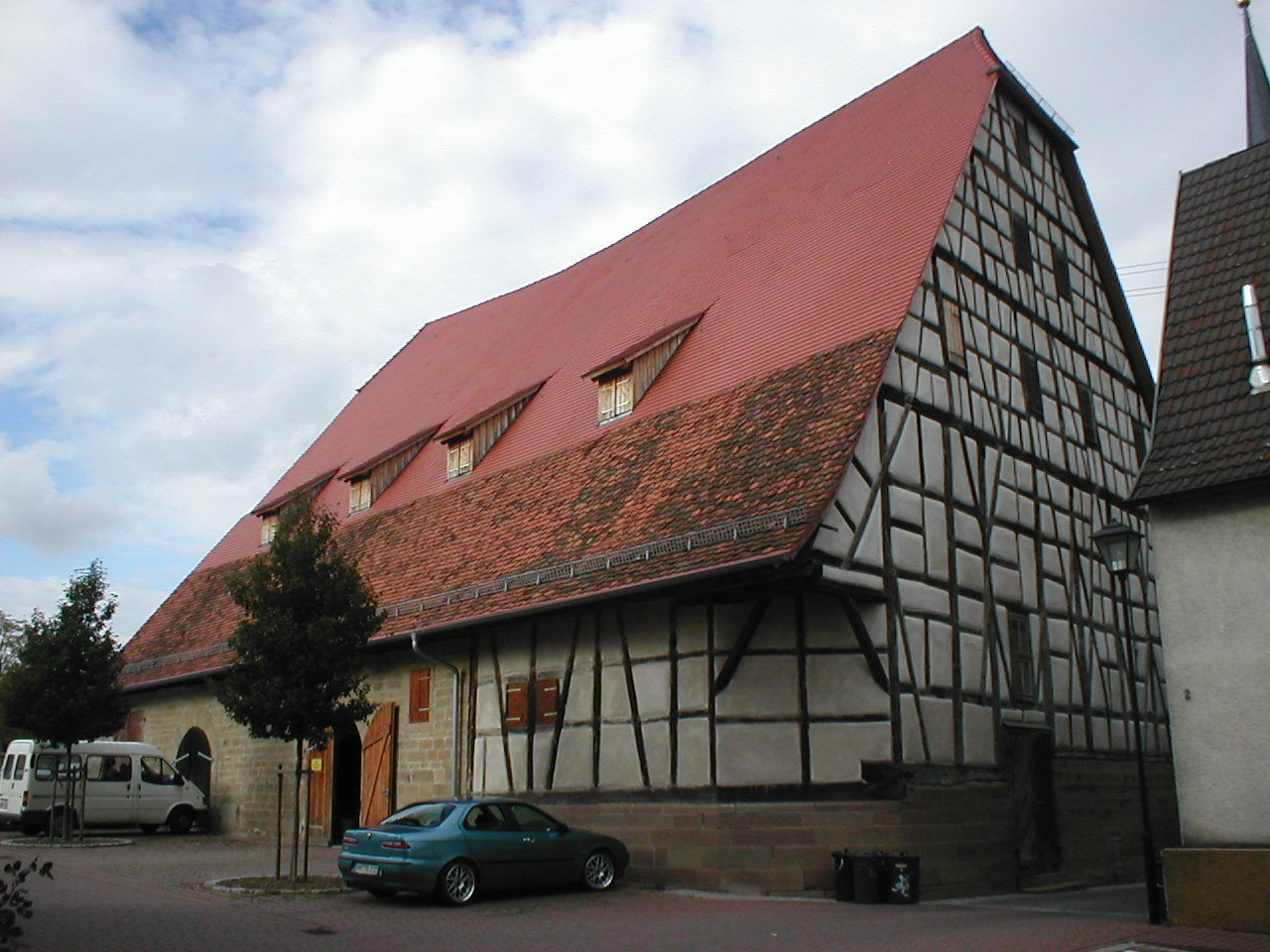
Kelter
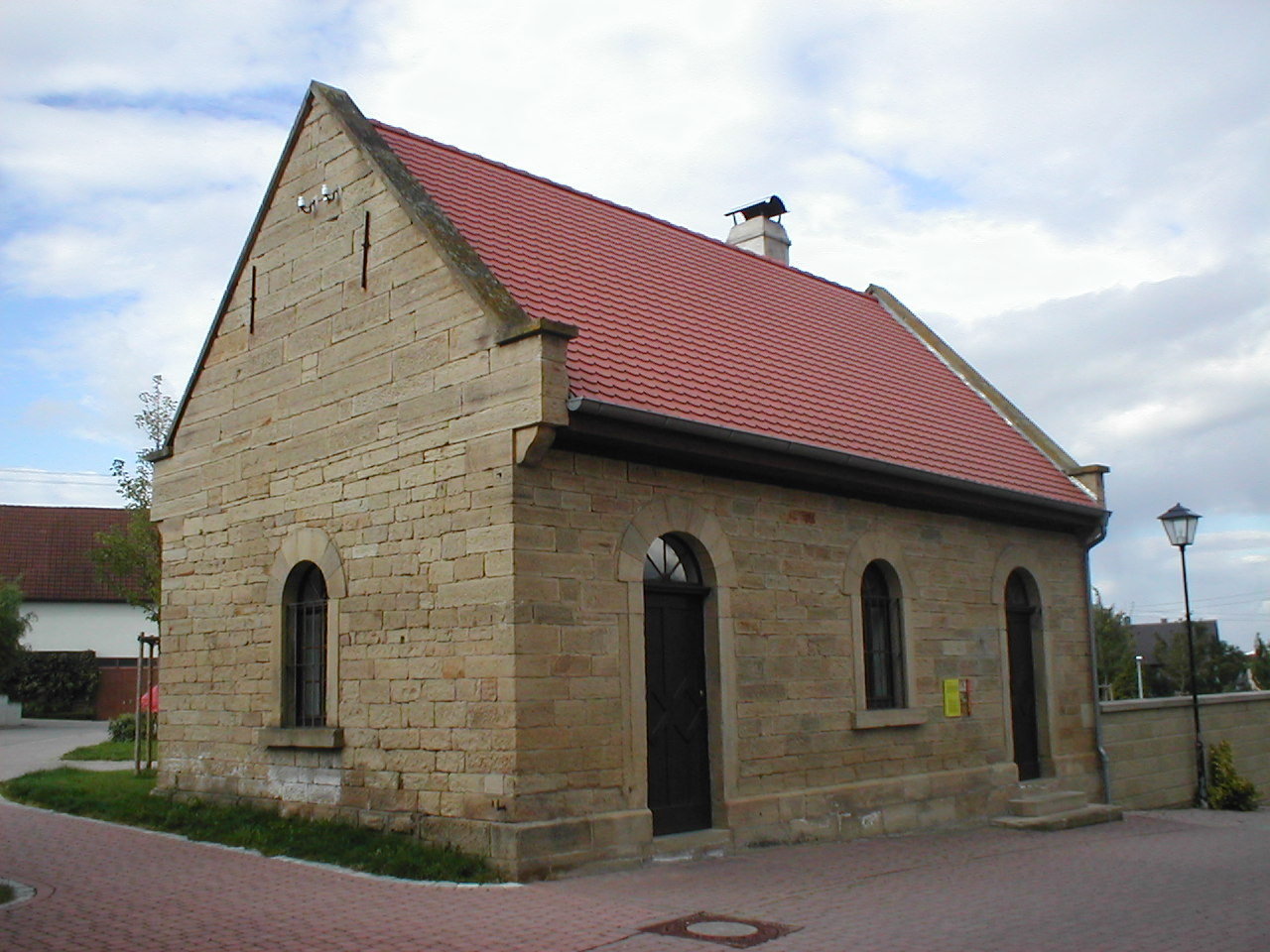
Backhaus

- In der Ortsmitte befinden sich zahlreiche historische Fachwerkbauten, darunter ein Haus von 1402 in der Zabergäustraße und das Neippergsche Herrenhaus von 1601 am Kirchplatz, bei dessen Renovierung im Jahr 1992 Reste der renaissancezeitlichen Fassadenbemalung freigelegt wurden.

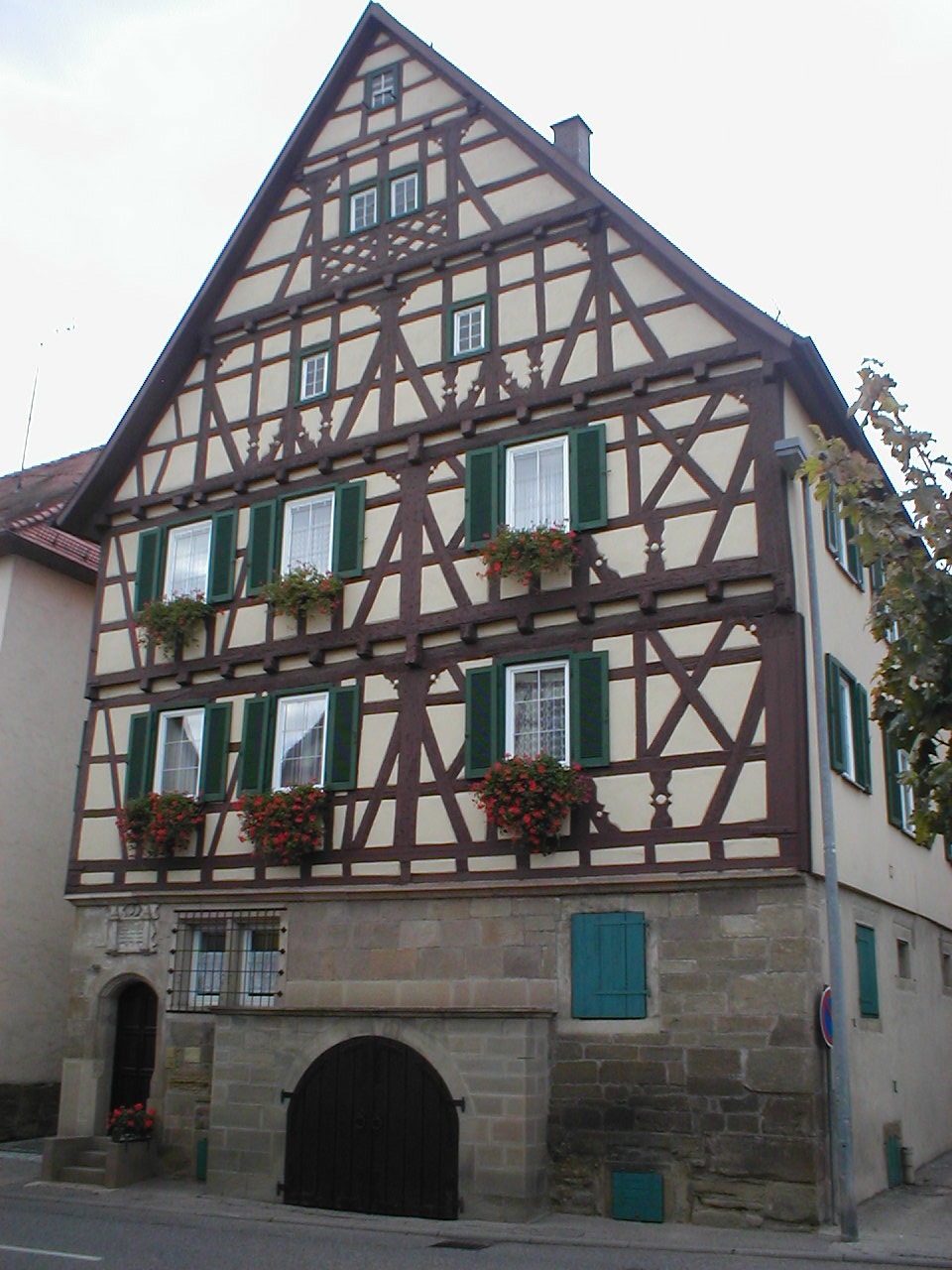
Neippergsches Herrenhaus 1601
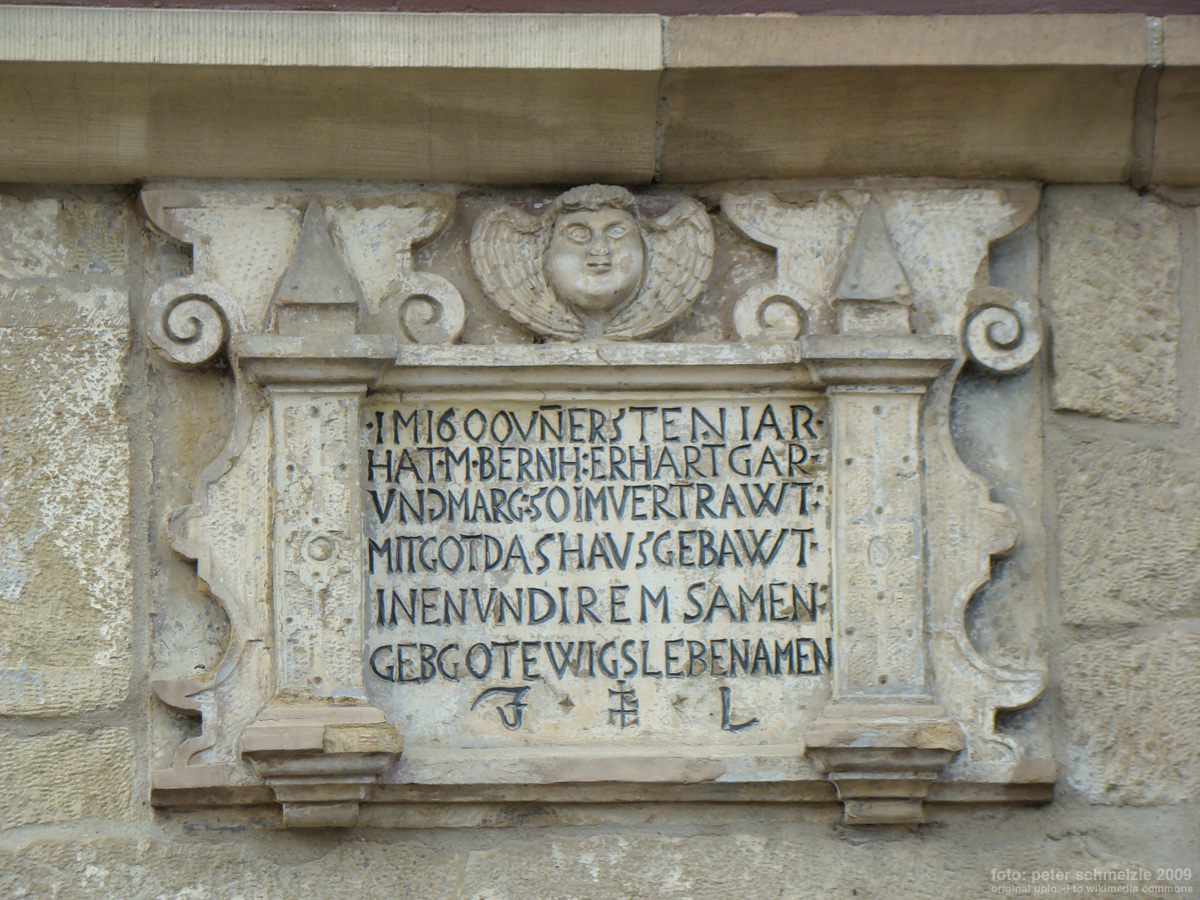
Portalinschrift von 1601
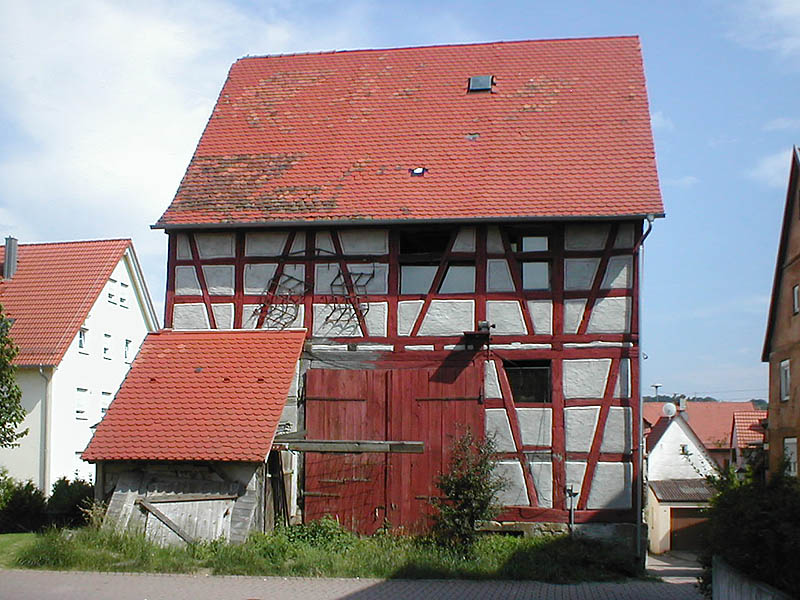
Historische Fachwerkscheune

## Persönlichkeiten
- Friedrich von Balz (1848–1922), Jurist und württembergischer Landtagsabgeordneter